# ديه كول
ديه كول (بالإنجليزية: Des Cole)‏ هو لاعب كرة قدم أسترالية أسترالي، ولد في 27 أكتوبر 1933، وتوفي في 25 يناير 2015.

## وصلات خارجية
- ديه كول على موقع AustralianFootball.com (الإنجليزية)
- ديه كول على موقع AFLtables.com (الإنجليزية)